# Monument Nacional de Chiricahua
El Monument Nacional de Chiricahua (Chiricahua National Monument) és a l'extrem sud-est d'Arizona (Estats Units) a les muntanyes Chiricahua, una de diverses illes del cel de l'arxipèlag Madrense envoltades d'extensos pasturatges desèrtics. Les fantàstiques formacions rocoses de la zona van ser creades fa milions d'anys per activitat volcànica, cosa que va resultar en un paisatge de rara bellesa. El Servei de Parcs Nacionals ha restaurat el Faraway Ranch, una estancia i estació turística establerta pels immigrants suecs Neil i Emma Erickson que es troba dins dels límits del monument nacional.